# Pediobius moldavicus
Pediobius moldavicus  (лат.) — вид паразитических наездников рода Pediobius из семейства  Eulophidae (Chalcidoidea) отряда перепончатокрылые насекомые. Азия (Корея, Япония), Европа (Молдавия, Польша). Длина 1,4 мм. Общая окраска чёрная, с небольшим металлическим синевато-зелёным блеском. Бёдра и голени бледно-рыжего цвета. Стебелёк между грудкой и брюшком (петиоль) субквадратный. Переднеспинка с шейкой, отграниченной килем (поперечным гребнем). Щит среднеспинки с развитыми изогнутыми парапсидальными бороздками.